# Municipio de Madison (condado de Polk)
El municipio de Madison (en inglés: Madison Township) es un municipio ubicado en el condado de Polk en el estado estadounidense de Iowa. En el año 2010 tenía una población de 3488 habitantes y una densidad poblacional de 114,43 personas por km².

## Geografía
El municipio de Madison se encuentra ubicado en las coordenadas 41°48′11″N 93°43′24″O / 41.80306, -93.72333. Según la Oficina del Censo de los Estados Unidos, el municipio tiene una superficie total de 30.48 km², de la cual 30,47 km² corresponden a tierra firme y (0,05 %) 0,02 km² es agua.

## Demografía
Según el censo de 2010, había 3488 personas residiendo en el municipio de Madison. La densidad de población era de 114,43 hab./km². De los 3488 habitantes, el municipio de Madison estaba compuesto por el 97,22 % blancos, el 0,83 % eran afroamericanos, el 0,26 % eran amerindios, el 0,4 % eran asiáticos, el 0,2 % eran de otras razas y el 1,09 % eran de una mezcla de razas. Del total de la población el 0,89 % eran hispanos o latinos de cualquier raza.